# 张良培
张良培 (1962年—)，武汉大学测绘遥感信息工程国家重点实验室教授，主要从事遥感技术与应用、图像处理等方面的研究工作。入选中华人民共和国教育部2007年度"长江学者"特聘教授，享受中国国务院政府特殊津贴。